# Hugo Wendorff

Hugo Wendorff (um 1912)

Hugo Karl Gustav Wendorff (* 16. Dezember 1864 in Stralsund; † 25. April 1945 in Berlin-Lichterfelde) war ein deutscher Landwirt, Gutsbesitzer und liberaler Politiker (FVP, DDP, DStP). Er war von 1912 bis 1918 Mitglied des Reichstages, von November 1918 bis Juli 1920 Ministerpräsident von Mecklenburg-Schwerin, von 1919 bis 1920 Mitglied der Weimarer Nationalversammlung sowie von 1921 bis 1925 preußischer Landwirtschaftsminister.

## Leben und Beruf
Hugo Wendorff wurde als Sohn des Landgerichtspräsidenten und Gutsbesitzers Friedrich Wendorff geboren. Nach dem Besuch des Gymnasiums Stralsund, der Höheren Bürgerschule Wriezen und dem Abitur 1883 am Realgymnasium Greifswald absolvierte er zunächst eine landwirtschaftliche Lehre. Er arbeitete 1885/1886 als landwirtschaftlicher Beamter und absolvierte von 1886 bis 1890 ein Studium der Landwirtschaft und der Nationalökonomie an der Universität Halle und der Rheinischen Friedrich-Wilhelms-Universität Bonn. Er wurde im Sommersemester 1888 Mitglied im Bonner Kreis. 1890 wurde er an der Universität Halle auf Grundlage seiner Dissertation Zwei Jahrhunderte landwirtschaftlicher Entwicklung auf drei gräflichen Stolberg-Wernigeroder Domänen zum Dr. phil. promoviert. Von 1890 bis 1892 war er erneut als landwirtschaftlicher Beamter tätig.
Wendorff war von 1892 bis 1907 Pächter des väterlichen Gutes Toitz bei Nossendorf, das anschließend in sein Eigentum überging. 1917 verkaufte er das Gut und widmete sich dann ausschließlich seiner politischen Tätigkeit. 1926 wurde er Vorstandsmitglied der Interessengemeinschaft kommunaler Elektrizitätswerke in Berlin. Hugo Wendorff beging am 25. April 1945 in Berlin-Lichterfelde Suizid.
Hugo Wendorff heiratete 1892 Marie Charlotte geb. Wilbrandt (1872–1920). 1921 heiratete er deren jüngere Schwester Helene. Marie und Helene waren Enkelinnen von Christian Wilbrandt.

## Politik
Während der Zeit des Deutschen Kaiserreichs war Wendorff Mitglied der Fortschrittlichen Volkspartei (FVP), für die er von Januar 1912 bis November 1918 dem Reichstag angehörte. Im Parlament vertrat er den Reichstagswahlkreis Großherzogtum Mecklenburg-Schwerin 4 Waren-Malchin.
Wendorff trat nach der Novemberrevolution in die Deutsche Demokratische Partei (DDP) ein und wurde am 9. November 1918 von Großherzog Friedrich Franz IV. zum Staatsminister und Präsidenten des Staatsministeriums von Mecklenburg-Schwerin ernannt. Gleichzeitig übernahm er die Leitung des Außen- und Innenministeriums. Am 22. Februar 1919 wurde er vom Verfassunggebenden Landtag des Freistaates Mecklenburg-Schwerin, dem er auch selbst angehörte, zum Ministerpräsidenten des Landes gewählt. Seit dem 30. Juli 1919 amtierte er als Ministerpräsident und als Staatsminister des Äußern sowie als Staatsminister für Landwirtschaft, Domänen und Forsten. Am 14. Juli 1920 trat er von seinen Ämtern zurück und wurde als Ministerpräsident von Hermann Reincke-Bloch abgelöst.
Wendorff war 1918/19 Mitglied der Rostocker Bürgervertretung, gehörte von Januar 1919 bis Juni 1920 der Weimarer Nationalversammlung an und blieb noch bis 1921 Landtagsabgeordneter in Mecklenburg-Schwerin. Anschließend wechselte er in die preußische Landespolitik. Von 1921 bis 1924 war er Mitglied des Preußischen Landtages. Vom 7. November 1921 bis zum 18. Februar 1925 amtierte er als Staatsminister für Landwirtschaft, Domänen und Forsten in der von Ministerpräsident Otto Braun geführten Regierung des Freistaates Preußen. Als solcher war er auch Mitglied des Reichsrates. Ferner war er Mitglied des Parteiausschusses der DDP, seit 1930 der Deutschen Staatspartei (DStP).

## Ehrungen
- Ehrendoktorwürde (Dr. med. vet. h. c.) der Tierärztlichen Hochschule Berlin, 1927